# Mathilde Marchesi

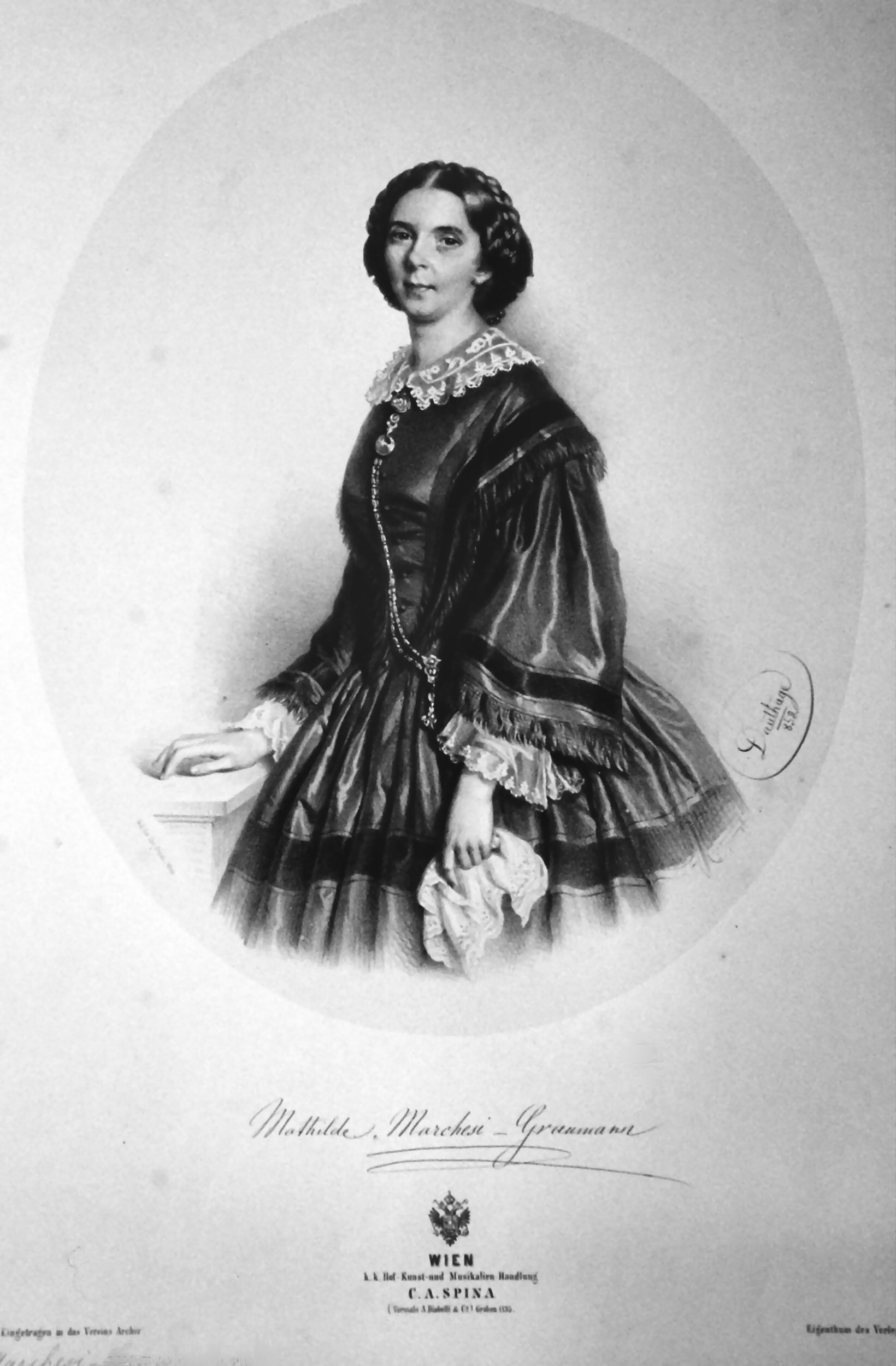
Mathilde Marchesi-Graumann, Lithographie von Adolf Dauthage, 1858

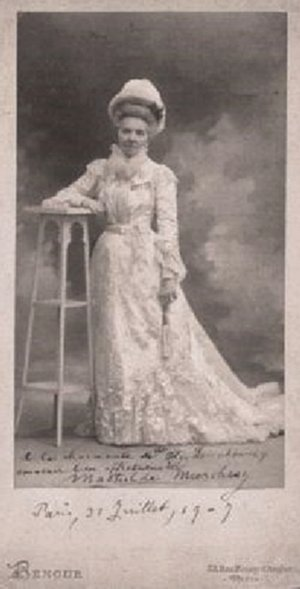
Mathilde Marchesi

Mathilde Marchesi de Castrone, seit 1888: Marchesa della Rajata (geboren als Mathilde Lisette Sophie Jeanette Graumann; * 24. März 1821 in Frankfurt am Main; † 17. November 1913 in London) war eine deutsche Opernsängerin (Mezzosopran) und Musikpädagogin.

## Leben
Mathilde Marchesi war die Tochter des Kaufmanns Johann Friedrich Graumann (1789–1850) und der Katharina Elisabetha, geb. Engelhard (1791–1857). Ihre Tante war die Pianistin Dorothea von Ertmann, der Ludwig van Beethoven sein op. 101 gewidmet hat. In deren Obhut kam sie nach Wien, wo sie zunächst Erzieherin mit einem Jahresgehalt von 100 Gulden wurde und gelegentlich in Salongeselligkeiten sang. Hier erhielt sie auch ihre erste Gesangsausbildung.
1845 studierte Mathilde Graumann in Paris bei Manuel Patricio Rodríguez García Gesang. Im Jahr 1849 hatte sie ihr Bühnendebüt als Sängerin. Im Jahr 1854 begann ihre Karriere als Musikpädagogin am Konservatorium der Musikfreunde Wien.
1845 nahm sie in Düsseldorf auf Felix Mendelssohn Bartholdys Empfehlung am Rheinischen Musikfest teil. 1848 bis 1851 hielt sie sich in London auf. Sie ging 1861 nach Paris, 1865 nach Köln und 1868 wieder zurück nach Wien. Ab 1881 war sie wieder in Paris.
Mathilde Graumann heiratete am 19. April 1852 in Heddernheim den italienischen Bariton Salvatore Giovanni Francisco de Castrone (Künstlername: Salvatore Marchesi) (* 15. Januar 1821 in Palermo; 20. Februar 1908 in Paris), Sohn des Giuseppe Castrone und der Maria Stella Marchese, der 1848 am Fünf-Tage-Aufstand in Mailand teilgenommen hatte. Sie hatten mehrere Kinder. 1888 wurde der Familie der Titel Marchese della Rajata verliehen.
Mathilde Marchese verstarb in dem damaligen Künstlerviertel St. John’s Wood in London bei ihrer Tochter, der Baronesse Bianca Auzon Caccamisi (1863–1940), die unter dem Namen Blanche Marchesi ebenfalls eine bekannte Sängerin war.
Im Jahr 1957 wurde in Wien-Donaustadt (22. Bezirk) die Marchesigasse nach Mathilde Marchesi benannt.

## Werke
- Bel Canto: A Theoretical and Practical Vocal Method, Dover 1970.
- Exercices elementaires el gradues. Elementar und stufenweise fortschreitende Uebungenm Arthur P. Schmidt, Boston und New-York, Januar 1890
- Correct Methods of Vocal Study, in: Anton Seidl (Hrsg.), The Music of the Modern World, Vol. 2: Music, D. Appleton & Company,  New York 1893, S. 159–160.
- Marchesi and Music: Passages from the Life of a Famous Singing-Teacher, Harper & Brothers, London und  New York 1897.

## Schülerinnen (Auswahl)
Emma Abbott,
Suzanne Adams, 
Frances Alda,
Sigrid Arnoldson,
Blanche Arral,
Rosa Axamethy,
Anna Baier,
Ida Baier,
Emma Calvé,
Julie Dumont-Suvanny,
Emma Eames,
Rose Ettinger,
Marie Fillunger,
Mary Garden,
Etelka Gerster,
Hermine Galfy,
Ellen Gulbranson,
Gabrielle Krauss,
Auguste Ihle,
Selma Kurz,
Nellie Melba,
Ilma de Murska,
Emma Nevada,
Rosa Papier,
Luise Radecke,
Sofie Röhr-Brajnin,
Sibyl Sanderson,
Frances Saville,
Clementine von Schuch-Proska,
Gisela Staudigl.
Éva Gauthier wurde von ihr als Schülerin abgelehnt.